# كرايغ آدامز
كرايغ آدامز (بالإنجليزية: Craig Adams)‏ (15 فبراير 1974 بنورثامبتون في المملكة المتحدة - ) هو لاعب كرة قدم بريطاني في مركز الهجوم. لعب مع نادي نورثامبتون تاون ورجبي تاون.

## وصلات خارجية
- كرايغ آدامز على موقع قاعدة بيانات كرة القدم.إي يو (الإنجليزية)